# Chatham (Massachusetts)
Chatham – miejscowość na półwyspie Cape Cod w USA, w stanie Massachusetts, w hrabstwie Barnstable.

## Historia
Przed europejską kolonizacją tereny te zamieszkiwali rdzenni Amerykanie z plemion Nauset, w szczególności grupy Manomoy lub Monomoy. W pobliżu dzisiejszego Chatham znajdowała się wioska o nazwie "Manamoyik", zamieszkała przez ludzi z plemienia Nauset. W 1606 r. wylądował tu odkrywca Samuel de Champlain, wdając się w potyczki z Nausetami. Pierwsi angielscy osadnicy osiedlili się w Chatham w 1665 r., a w 1712 miejscowość uzyskała samodzielny status prawny i nazwę Chatham, od miejscowości Chatham w hrabstwie Kent w Anglii. Wkrótce osada stała się centrum rybackim i wielorybniczym. Ślady tego wczesnego okresu pomyślności widoczne są do dziś w postaci sporej liczby XVIII-wiecznych budynków, których urok pomógł uczynić z Chatham popularną nadmorską miejscowość wypoczynkową.
Od 1808 r. znajduje się tu Latarnia Morska Chatham, wybudowana z polecenia prezydenta Thomasa Jeffersona.